# Bulbophyllum semiteres
Bulbophyllum semiteres là một loài phong lan thuộc chi Bulbophyllum.